# Coccorchestes rufipes
Coccorchestes rufipes is een spinnensoort uit de familie springspinnen (Salticidae). De soort komt voor in Nieuw-Guinea en is de typesoort van het geslacht Coccorchestes. De wetenschappelijke naam van de soort is voor het eerst geldig gepubliceerd in 1881 door Thorell.